# Disco Pigs
Deep Obsession (engelska: Disco Pigs) är en irländsk långfilm från 2001 i regi av Kirsten Sheridan, med Elaine Cassidy och Cillian Murphy i huvudrollerna.

## Rollista
| Elaine Cassidy     | – Runt        |
| Cillian Murphy     | – Pig         |
| Brían F. O'Byrne   | – Gerry       |
| Eleanor Methven    | – Bernie      |
| Geraldine O'Rawe   | – Eileen      |
| Darren Healy       | – Marky       |
| Sarah Gallagher    | – Young Runt  |
| Charles Bark       | – Young Pig   |
| Tara Lynne O'Neill | – Mags        |
| Michael Rawley     | – Foxy        |
| Eoghan Harris      | – Mr. Keane   |
| Dawn Bradfield     | – Counsellor  |
| Marie Mullen       | – Mrs. Monroe |
| Derry Power        | – Old Man     |
| Mark Doherty       | – Salesman    |